# V391 Pegasi
Désignations
V391 Pegasi (HS 2201+2610) est une étoile sous-naine de type B avec une magnitude apparente de +14,57 et située à environ ∼ 4 000 a.l. (∼ 1 230 pc). Sa luminosité est 34 fois supérieure à celle du Soleil. Elle est âgée de plus de 10 milliards d'années. Il s'agit d'une étoile variable de type EC 14026.
On pense que les étoiles sous-naines B telles que V391 Pegasi sont le résultat d'une éjection prématurée de l'enveloppe d'hydrogène d'une géante rouge avant le début de la l'fusion de l'hélium. Les raisons pour lesquelles certaines étoiles subissent ce processus, au lieu de passer par l'étape de la géante rouge et de devenir des naines blanches, n'est pas bien connu.